# Porcellionides
Porcellionides är ett släkte av kräftdjur. Porcellionides ingår i familjen Porcellionidae.

## Dottertaxa tillPorcellionides, i alfabetisk ordning[1]
- Porcellionides advena
- Porcellionides almanus
- Porcellionides altarum
- Porcellionides anatolicus
- Porcellionides antalyensis
- Porcellionides approximatus
- Porcellionides argentinus
- Porcellionides asifensis
- Porcellionides aternanus
- Porcellionides barroisi
- Porcellionides bermudezi
- Porcellionides breviramus
- Porcellionides brunneus
- Porcellionides buddelundi
- Porcellionides chilensis
- Porcellionides cilicius
- Porcellionides cingendus
- Porcellionides coxalis
- Porcellionides cyprius
- Porcellionides dalmatinus
- Porcellionides delattini
- Porcellionides depressionum
- Porcellionides divergens
- Porcellionides fagei
- Porcellionides floria
- Porcellionides frontosus
- Porcellionides fuegiensis
- Porcellionides fuscomarmoratus
- Porcellionides ghigii
- Porcellionides glaber
- Porcellionides habanensis
- Porcellionides instinctus
- Porcellionides istanbulensis
- Porcellionides jacksoni
- Porcellionides lacteolus
- Porcellionides laevigatus
- Porcellionides lepineyi
- Porcellionides linearis
- Porcellionides lusitanorum
- Porcellionides meridionalis
- Porcellionides minutissimus
- Porcellionides mirabilis
- Porcellionides molleri
- Porcellionides myrmecophilus
- Porcellionides myrmicidarum
- Porcellionides nigricans
- Porcellionides nitidus
- Porcellionides olivarum
- Porcellionides orientalis
- Porcellionides parcus
- Porcellionides parvulus
- Porcellionides peregrinus
- Porcellionides philoscoides
- Porcellionides pica
- Porcellionides politulus
- Porcellionides pruinosus
- Porcellionides reticulorum
- Porcellionides rogoulti
- Porcellionides rufocinctus
- Porcellionides sabuleti
- Porcellionides saussurei
- Porcellionides schwencki
- Porcellionides sexfasciatus
- Porcellionides simplex
- Porcellionides simrothi
- Porcellionides sorrentinus
- Porcellionides steini
- Porcellionides stricticauda
- Porcellionides subterraneus
- Porcellionides swammerdami
- Porcellionides tingitanus
- Porcellionides trifasciatus
- Porcellionides variabilis
- Porcellionides virescens
- Porcellionides virgatus
- Porcellionides viridis